# 赫拉克利奥波利斯
赫拉克利奥波利斯埃及古都。即梅亭那的埃那西亚埃尔麦地那，位于今之贝尼苏韦夫省的法雍湖边缘。古埃及第六王朝瓦解后，该地统治者逐渐控制了尼罗河三角洲与中埃及，建立第九王朝和第十王朝。他们在阿西尤特诸王公的支持下与底比斯相对抗。后者通过击败喜乌特诺姆，得到赫尔摩波里诺姆的支持，占领提尼斯等一系列行动逐渐取得胜利而在曼图霍特普二世时期结束赫拉克利奥波利斯的第十王朝，古埃及历史遂由第一中间期进入中王国时期。